# マーク・デューパー
マーク・デューパー（Mark Duper 1959年1月25日- ）は、ルイジアナ州パインビル出身のアメリカンフットボール選手。ポジションはワイドレシーバー。彼とマーク・クレイトンはマーク・ブラザーズと呼ばれた。ニックネームはスーパー・デューパー。

## 経歴

### 選手時代
ノースウェスタン大学から1982年のNFLドラフト2巡でマイアミ・ドルフィンズに指名されて入団した。
1983年11月20日のインディアナポリス・コルツ戦では85ヤードのタッチダウンをあげた。
3年目の1984年に、この年5,000ヤード以上を投げて、NFLのシーズンタッチダウン記録を更新する48TDを投げたダン・マリーノのターゲットとして、71回のキャッチで1,306ヤード、8タッチダウンをあげた。1985年1月6日のピッツバーグ・スティーラーズとのプレーオフでは5回のキャッチでチームのプレーオフ記録である148ヤードを獲得、2TDをあげた。その後チームは第19回スーパーボウルに出場を果たしたがサンフランシスコ・フォーティナイナーズに16-38で敗れた。
1985年には足を骨折し7週間欠場したが、復帰初戦となる11月10日のニューヨーク・ジェッツ戦では8回のキャッチで1試合のチーム記録となる217ヤードを獲得、残り1分を切ってから50ヤードのタッチダウンをあげた。
1986年12月14日のロサンゼルス・ラムズ戦ではオーバータイムにおける決勝TDを含め3TDをあげて勝利に貢献した。この年67回のキャッチで1,313ヤードを獲得、11タッチダウンをあげた。
1987年11月8日のシンシナティ・ベンガルズ戦で肋骨を痛め、1試合を欠場した。12月20日のワシントン・レッドスキンズ戦では残り1分7秒での6ヤードの決勝TDを含め、3TDをあげた。
1988年ホールドアウトを行い、8月11日に4年間310万ドルの契約を果たした。この年、NFLのドラッグ規定に違反して30日間の出場停止となっている。
1990年10月7日のニューヨーク・ジェッツ戦では残り1分3秒での13ヤードのTDなど2TDをあげて勝利に貢献した。
キャリアを通じて4回1000ヤード以上を獲得したが、32歳となった1991年にも1085ヤードを獲得している。
1992年まで11シーズン、ドルフィンズでプレーし、1983年、1984年、1986年の3回、プロボウルに選出された。11シーズンで511回のキャッチで8869ヤードを稼ぎ59タッチダウンをあげた。彼は現在でもドルフィンズの通算レシーブ獲得ヤード記録を保持している。またクレイトンの82TD、ナット・ムーアの74TDに続くチーム歴代3位のTDをあげていた。プレーオフでの5TDは、ポール・ウォーフィールドの4TDを更新するチーム記録となっている。
1993年のドラフト1巡でO・J・マクダフィーが指名され、マーク・イングラム、アービン・フライヤーが加入したこともあり、7月にドルフィンズからカットされた。彼のカットについてドルフィンズのコーチは「彼はまだディープで活躍できるが、他の選手のためのブロックは並かそれ以下となっている。」と述べた、その後かつてドルフィンズのオフェンスコーディネーターを務めていたデイブ・シュラヘッドコーチのいるシンシナティ・ベンガルズ、プロボウルWRのフレッド・バーネットがホールドアウトをしており、ベテランWRを欲しているフィラデルフィア・イーグルスでのロースター入りを目指したが果たせなかった。
1994年に1年だけドルフィンズ時代のチームメート、ジム・ジェンセンが所属しているアリーナフットボールリーグのマイアミ・フーターズでプレーした。

### 現役引退後
2003年6月に元同僚のマーク・クレイトンと共にドルフィンズのリング・オブ・ホナーに選ばれた。その後12月15日に表彰式が行われた。
2011年7月、スタンプ・ミッチェル、オーティス・アンダーソンなど75人の元選手たちで、NFLやヘルメットメーカーのリデルが脳震盪の危険性について記憶障害、認知症、鬱病といった長期的な脳障害につながる危険性を認識していながら、何十年も十分な情報を与えなかったと訴訟を起こした。

## 人物
現役時代の大半をダン・マリーノと共に過ごしディープスリートとして活躍した。
スポーツ・イラストレイテッドの1984年11月19日号の表紙を飾った。
11シーズンでファンブル4回と堅実なプレーを見せている。